# François Benoy
François Benoy, né le 7 février 1985 à Luxembourg-Ville (Luxembourg), est un homme politique, journaliste et politologue luxembourgeois, membre du parti Les Verts (déi Gréng).

## Biographie

### Études et formations
Il poursuit ses études supérieures aux universités de Heidelberg et de Lausanne de 2004 à 2009. Il obtient un magister artium en sciences politiques et sociologie. Son mémoire porte sur l'exclusion politique des étrangers dans les démocraties de négociation.

### Activités professionnelles
Entre 2005 et 2011, il travaille en tant que journaliste pour RTL Radio Lëtzebuerg. Entre 2011 et 2018, il est coordinateur et responsable de la communication pour natur&ëmwelt (lb), une organisation majeure de protection de la nature et de l’environnement au Luxembourg. Il y était responsable pour de nombreuses campagnes.

### Carrière politique
Après avoir rejoint le parti Les Verts en 2011, François Benoy s'engage tant au niveau communal que national. Il siège au comité exécutif du parti déi gréng

#### Politique communale
Entre 2012 et 2018, François Benoy était co-président de la section locale déi gréng à Luxembourg-ville.
Il devient membre du conseil communal de la ville de Luxembourg à partir du 9 décembre 2013. Depuis décembre 2018, il est chef de file du groupe déi gréng au conseil communal.
Au niveau communal, il siège aux commissions consultatives des finances et du buget, de l'urbanisme et de la mobilité. Par ailleurs, il est aussi membre du comité du syndicat d'eau potable SEBES.

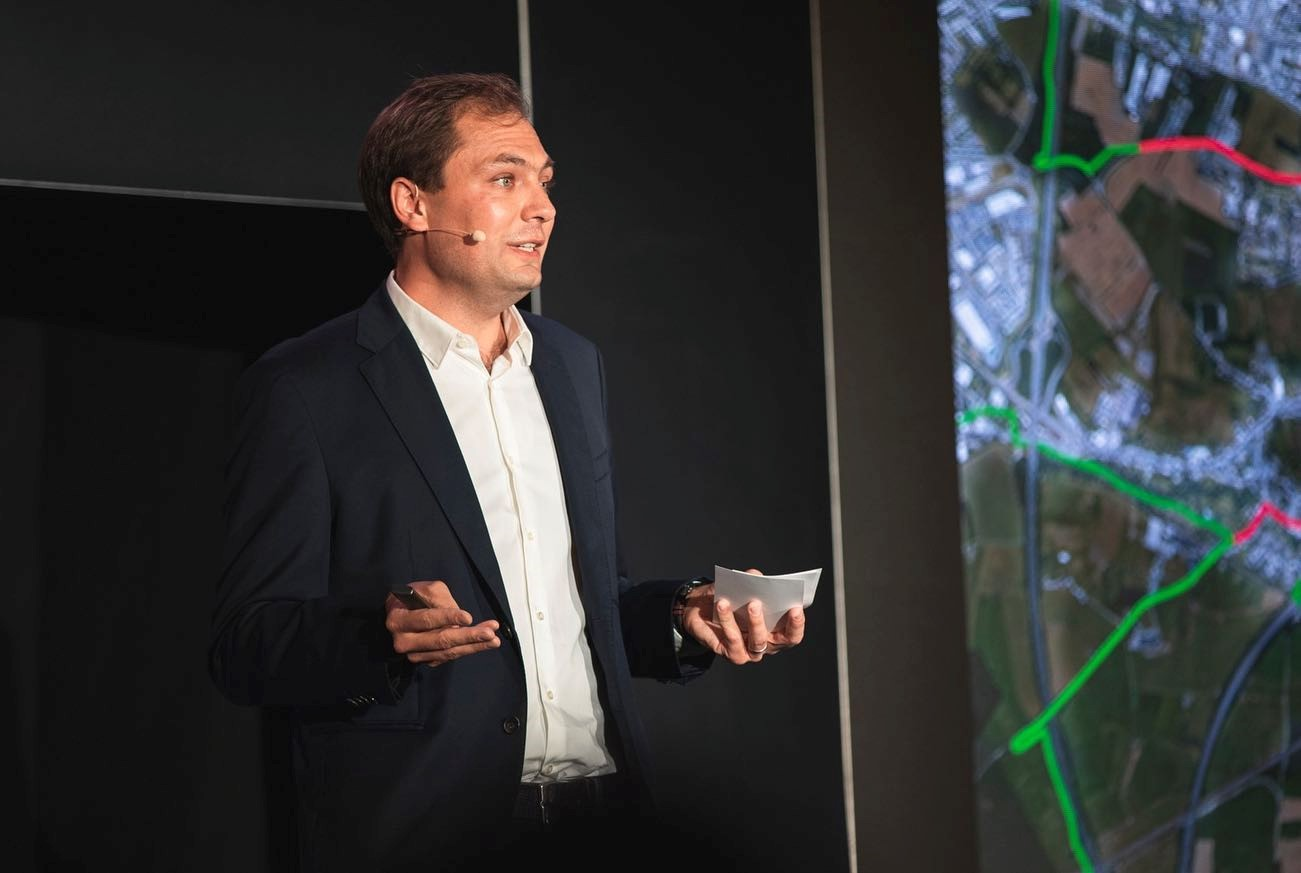
François Benoy lors d'une présentation de sa proposition pour un réseau interconnecté de pistes cyclables à Luxembourg-ville.

En 2015, François Benoy était rapporteur pour le budget communal de la ville de Luxembourg. Dans son rapport, il a mis l'accent sur la participation citoyenne, la promotion du cyclisme, l’utilisation économe de terrains, une politique de logement cohérente et la protection de la nature.
En tant que président de la commission consultative de l'urbanisme, il a mené les travaux politiques sur le nouveau plan d'aménagement général de la ville de Luxembourg. Les éléments phares de ce nouveau plan étaient la protection du patrimoine architectoral, un développement cohérent des nouveaux quartiers et une densification au lieu d'un élargissement du périmètre de construction.
En 2017, François Benoy se présente aux élections communales en tant que tête de liste pour déi gréng à Luxembourg-ville, ensemble avec Sam Tanson. Les élections de 2017 ont mené à un renforcement de la liste déi gréng par rapport à 2011, avec un score de 19,28%.
Depuis 2018, en tant que chef de file du premier parti d'opposition au conseil communal, François Benoy s'engage notamment pour une meilleure promotion de la mobilité douce à travers la création d'un réseau interconnecté de pistes cyclables sûres en ville. Par ailleurs, il s'engage aussi pour que la ville de Luxembourg devienne climatiquement neutre dans les 10 à 20 ans à venir.

#### Politique nationale

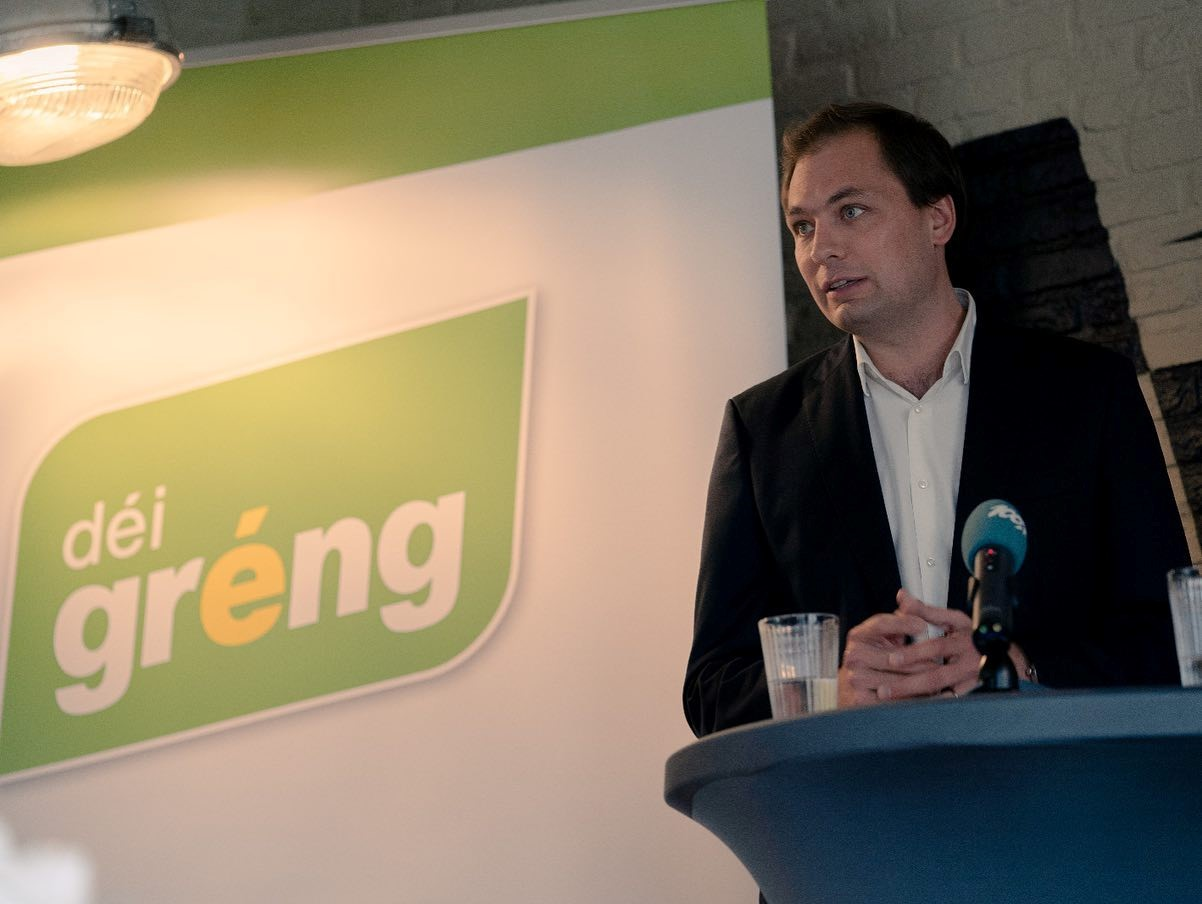
François Benoy lors d'une conférence de presse.

À la suite des élections législatives du 14 octobre 2018, François Benoy fait son entrée à la Chambre des députés en date du 30 octobre 2018. Depuis le 6 décembre 2018, il y est président de la Commission de l'Environnement, du Climat, de l'Energie et de l'Aménagement du territoire. Il couvre aussi les dossiers finances et budget, le logement, l'agriculture, la protection du patrimoine, la justice et l'égalité des genres. Il est aussi vice-président du groupe parlementaire déi gréng.
François Benoy s'engage notamment pour que les investissements réalisés sur la place financière luxembourgeoise soient en accord avec les objectifs climatiques de l'Accord de Paris sur le climat.
Il s'engage aussi en faveur d'une transition écologique dans l'agriculture vers l'agriculture biologique et respectueuse de l'environnement qui permette aussi de garantir un avenir aux agriculteurs.
Un autre sujet pour lequel il s'engage est la protection de l'environnement et du climat. Dans ce contexte, il a notamment lancé un débat d'orientation sur le zéro déchet.

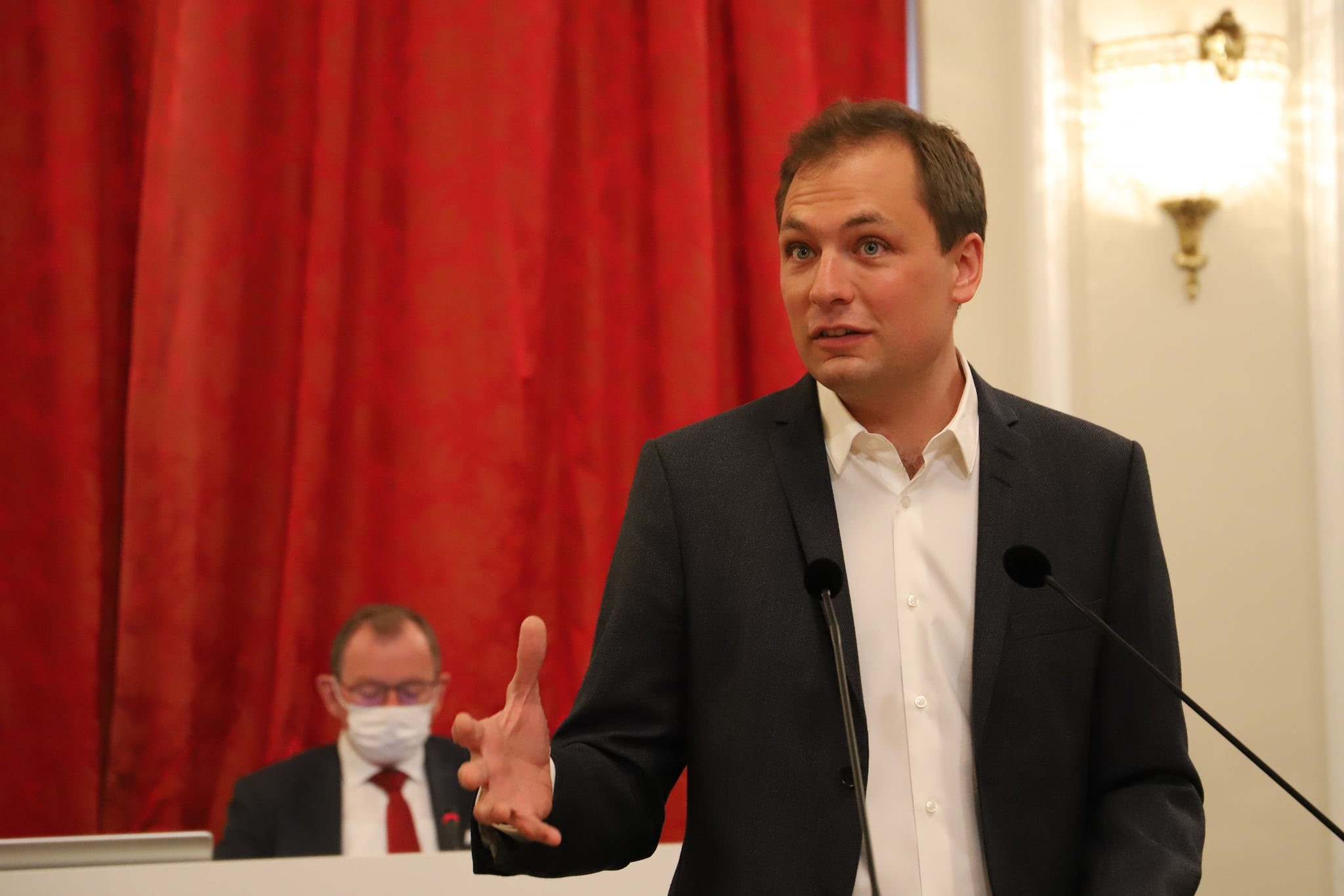
François Benoy lors d'un discours à la Chambre des Députés.

Lors d'une réunion de la commission des Finances et du Budget qui a lieu le 20 juillet 2020, François Benoy est désigné comme rapporteur du budget de l'État pour l'année 2021 après André Bauler (DP) en 2019 et Yves Cruchten (LSAP) en 2020,.
Dans son rapport sur le budget de l'État pour l'exercice 2021, François Benoy a formulé 50 recommandations politiques destinées à préparer le Luxembourg aux défis de l'avenir. Un accent majeur y est mis sur les investissements dans le système de santé et le climat, la justice sociale, la transition durable de l'économie et des finances publiques résilientes face aux crises.
Candidat lors des élections législatives du 8 octobre 2023, il est battu et donc pas réélu. Son parti, alors membre de la coalition gouvernementale, enregistre ce 8 octobre 2023 une cuisante défaite, puisqu'il passe de 9 à 4 sièges seulement (sur 60 au total), perdant du même coup son statut de groupe ou "fraction" parlementaire à la Chambre des Députés.

### Vie privée
François Benoy est marié et père de deux enfants. Il réside à Bonnevoie.
Depuis son enfance, il pratique le scoutisme et continue aujourd'hui son engagement en tant que président des amis du groupe de scoutisme LGS Belair. Il est végétarien, depuis plus de 15 ans, pour des raisons écologiques et de protection des animaux. Ne possédant pas de voiture, il effectue ses déplacements à l'aide des transports en commun et du vélo. Lorsqu'il a besoin d'une voiture, il a recours à des compagnies de location de voitures.